# Facultad de Filosofía y Letras (Universidad Nacional de Tucumán)
La Facultad de Filosofía y Letras (FFyL) es una de las trece facultades que forman parte de la Universidad Nacional de Tucumán. Su única sede está ubicada en la avenida Benjamín Aráoz 800, en el Centro Universitario Julio Prebisch situado en la periferia del Parque 9 de Julio.

## Carreras de grado
Las carreras de grado que se dictan en la facultad son:
- Letras: Profesorado y licenciatura. (Duración: 5 años)
- Filosofía: Profesorado y licenciatura. (Duración: 5 años)
- Ciencias de la Comunicación: Tecnicatura y licenciatura. (Duración: 3 años tecnicatura y 4 años licenciatura)
- Ciencias de la Educación: Profesorado y licenciatura. (Duración: 5 años)
- Trabajo Social: Licenciatura. (Duración: 5 años)
- Historia: Profesorado y licenciatura. (Duración: 5 años)
- Geografía: Profesorado y licenciatura. (Duración: 5 años)
- Lengua Extranjera - Inglés: Profesorado y licenciatura. (Duración: 5 años)
- Lengua Extranjera - Francés: Profesorado y licenciatura. (Duración: 5 años)

## Sistema de Enseñanza y Cursado
- Distribución de actividades: Establecido por el cronograma académico y administrativo propuesto por la Secretaria Académica y aprobado por el Consejo Directivo. Este calendario fija cronológicamente las actividades a desarrollar durante el ciclo lectivo: período de clases y exámenes, semana de actividades culturales, fechas para inscripciones y reinscripciones, vacaciones, feriados, etc.
- Régimen de cursado:

1. Sobre el tiempo de cursado: Las asignaturas pueden ser cuatrimestrales o anuales.
2. Sobre modalidad o metodología de evaluación: Las asignaturas pueden ser regulares con examen final o promoción directa sin examen final. También los alumnos pueden optar por rendir en la modalidad de estudiante libre.

- Programas de asignaturas: Cada asignatura tiene un programa analítico de contenidos conceptuales que desarrollará durante el ciclo lectivo, de forma tal que el alumno aprehenda la información y metodología que la cátedra considera pertinente. Usualmente los programas de las asignaturas van actualizándose para asegurar una mayor adecuación ante la problemática social y política.
- Clases:

1. Clases teóricas: Módulos en dónde el profesor desarrolla todo el aspecto teórico de la asignatura: explica lineamientos generales de los temas, fundamenta concepciones, ejemplifica a partir de la experiencia y cita bibliografía. Son clases generales.
2. Clases prácticas: Módulos en dónde se desarrollan trabajos prácticos. Son clases organizadas en comisiones de estudiantes.

- Trabajos prácticos: Son actividades diseñadas y ejecutadas para que el estudiante adquiera habilidades y destrezas sobre temas incluidos en los programas.

## Biblioteca y Hemeroteca
La biblioteca y salón de lecturas "Emilio Carilla", se encuentra en el interior de la facultad y brinda un servicio de préstamo de material bibliográfico, con la naturaleza de:
- Préstamo Interno: Concedido a toda persona que concurra a la Biblioteca en el horario de atención.
- Préstamo Externo: Realizado a quienes acrediten su carnet de socio de Biblioteca. El préstamo externo habilita al solicitante, la extracción de la obra solicitada.
- Préstamo Interbibliotecario: Dirigido a Bibliotecas de la Universidad Nacional de Tucumán, pudiendo o no realizar convenios.

## Centros e Institutos de Investigación e Intervención[3]
- Instituto del Rescate y Revalorización del Patrimonio Cultural (CERPACU)
- Instituto de Estudios Geográficos "Dr. Guillermo Rohmeder" (IEG)
- Instituto Coordinador de Programas de Capacitación (ICPC)
- Instituto de Epistemología (IEP)
- Instituto de Investigaciones Lingüísticas y Literarias Hispanoamericanas (INSIL)
- Instituto de Investigaciones sobre el Lenguaje y la Cultura (INVELEC. Doble dependencia UNT-CONICET) Archivado el 22 de agosto de 2016 en Wayback Machine.
- Instituto de Literatura Española (ILE)
- Instituto Interdisciplinario de Estudios Latinoamericanos (IIELA)
- Instituto Interdisciplinario de Literatura Argentina y Comparada (IILAC)
- Instituto de Investigaciones Históricas "Dr. Ramón Leoni Pinto" (INIHLEP)
- Instituto de Historia y Pensamiento Argentinos (IHPA)
- Instituto de Estudios Antropológicos y Filosofía de la Religión. (IEAFR)
- Instituto de Investigaciones en Ciencias de la Educación (ICE)
- Instituto de Estudios Clásicos (IEC)
- Centro de Estudios Interculturales (CEI)
- Centro de Estudios Modernos (CEM)
- Centro de Estudios Históricos e Interdisciplinarios Sobre las Mujeres (CEHIM)

## Antiguos decanos y vicedecanos
Dra. Judith Casali de Babot y Dra. Rossana Nofal, decana y vicedecana respectiva. (Período 2010-2014)